# Viktor Hofmann
Viktor Balthasar Emil Viktorowitsch Hofmann (* 14. Mai 1884 in Moskau; † 13. August 1911 in Paris) war ein russischer Dichter, Schriftsteller und Übersetzer.

## Kindheit und Jugend
Er wurde 1884 in Moskau als Sohn eines kulturbeflissenen österreichischen Möbelfabrikanten geboren.
Die Kindheit Hofmanns verlief harmonisch. Er besuchte ein Gymnasium, wo er schon früh sein Talent als Lyriker bewies. Bereits während der Schulzeit knüpfte er Kontakte zu Vertretern der Moskauer Moderne, wie Waleri Brjussow, Ossip Mandelstam und Konstantin Balmont. Schon als Schüler schrieb er Verse, verkehrte in Symbolistenkreisen und publizierte in bedeutenden Almanachen der Décadence. Nach der Schule studierte Hofmann Jura, besuchte aber meistens Vorlesungen zu Philosophie und Sprachwissenschaft. In der gleichen Zeit zog er aus dem elterlichen Haus aus und arbeitete als Publizist und Hauslehrer.

## Literarisches Werk
1904 trat er dann mit dem Buch der Anfänge als Lyriker an eine breitere Öffentlichkeit. Er begründete den Stil des „mystischen Intimismus“ und verfasste als Redakteur der Zeitschrift Die Kunst zahlreiche Rezensionen und Essays. 1909 zog Hofmann nach St. Petersburg, arbeitete als Sekretär und später als Redakteur. Im gleichen Jahr erschien sein zweiter Gedichtband Die Probe. In der Folge beschloss Hofmann, keine weiteren Gedichte mehr zu schreiben, und widmete sich nur noch der Prosa. Manche Texte wurden in Zeitschriften veröffentlicht, wie Ich fahre weg, Im silbernen Kranz, Untreu und In den Bergen. Die ganze Zeit über arbeitete Hofmann auch an einem größeren Werk, einer Romantrilogie, die vom Konflikt zwischen seelischer und körperlicher Liebe handelt. Doch vermutlich vernichtete er das Manuskript später, aus dessen Umfeld nur die Erzählung Das Meer hat gelogen übrigblieb.
In St. Petersburg litt er immer wieder unter einer wachsenden Neurasthenie, verbunden mit zunehmender Erschöpfung und literarischer Unfruchtbarkeit. 1911 wurde er während eines Paris-Aufenthaltes so von Neurasthenie geplagt, dass er sich aus Furcht vor dem Wahnsinn erschoss.
Viktor Hofmann übersetzte u. a. Guy de Maupassant und Heinrich Mann.

### Werke
- Kniga vstuplenij (Buch der Anfänge), 1904
- Die Probe, 1909
- Lüge. Die Erzählungen. (Aus dem Russischen und mit einem Nachwort von Alexander Nitzberg), Lilienfeld Verlag, Düsseldorf 2009, ISBN 978-3-940357-10-6 (Lilienfeldiana Bd. 5)